# Nuevo México (Chiriquí)
Nuevo México es un corregimiento o pueblo del distrito de Alanje, provincia de Chiriquí, Panamá. Fue creado a través de la Ley 41 del 30 de abril de 2003. La localidad tiene 2.101 habitantes (2010).

## Historia
Para antes de su creación, (2003) su territorio pertenecía al pueblo de Divalá.

## Geografía
Es conocido por ser el corregimiento más occidental del distrito de Alanje, limita al norte con los corregimientos de Aserrío de Gariché y Santo Domingo (distrito de Bugaba), al sur y al oeste con el corregimiento de Baco (distrito de Barú) y al este con el corregimiento de Divalá.

### Ubicación
| Noroeste: Aserrío de Gariché (Distrito de Bugaba) | Norte: Santo Domingo (Distrito de Bugaba) | Noreste: La Estrella (Distrito de Bugaba) |
| Oeste: Baco (distrito de Barú)                    |                                           | Este: Divalá                              |
| Suroeste: Baco (Distrito de Barú)                 | Sur: Baco (Distrito de Barú)              | Sureste: Divalá                           |